# 12 de junio
El 12 de junio es el 163.º (centésimo sexagésimo tercer) día del año en el calendario gregoriano y el 164.º en los años bisiestos. Quedan 202 días para finalizar el año.

## Acontecimientos
- 1295: el papa Bonifacio VIII nombra a Jaime II de Aragón rey de Cerdeña y Córcega.
- 1474: en La Nava (Huelva), ante la negativa de los vecinos de ir a morir a la guerra contra Portugal, Isabel I manda a Pedro de Trujillo con hombres armados para apresar a todos los vecinos rebeldes.
- 1550: en Finlandia, el rey Gustavo I de Suecia funda la villa de Helsinki.
- 1560: en la provincia de Owari (Japón), Oda Nobunaga derrota a Imagawa Yoshimoto (batalla de Okehazama).
- 1572: en la región de Boyacá, a 165 km de Santafé de Bogotá (capital de Colombia), el capitán Hernán Suárez de Villalobos, por orden de Andrés Díaz Venero de Leyva (el primer presidente de la Real Audiencia del Nuevo Reino de Granada) funda la Villa de Leyva.
- 1665: en Nueva York (en el antes asentamiento neerlandés de Nueva Ámsterdam) los británicos instalan un gobierno municipal.
- 1696: en Mongolia, batalla de Jao Modo, victoria del ejército imperial chino del emperador Kangxi y derrota de las tropas del Kanato de Zungaria de Galdan Boshugtu Khan.
- 1749: en Roma y Ostia (Italia), un tornado (posiblemente con varios vórtices) deja un saldo de tres víctimas fatales.
- 1775: en el marco de la Revolución estadounidense, el general británico Thomas Gage declara la ley marcial en Massachusetts. El británico ofrece el perdón a todos los colonos que abandonen las armas. Solo indicó dos excepciones: Samuel Adams y John Hancock, que serían colgados si los capturaban.
- 1817: en la ciudad de Karlsruhe (a 15 km de la frontera con Francia), el barón Karl Drais presenta públicamente la draisiana, considerada la primera bicicleta.
- 1821: el Reino de Egipto anexiona el Sudán Oriental.
- 1824: en San Salvador, ciudad capital de El Salvador, una Asamblea Constituyente aprueba la primera Constitución de la historia de El Salvador en su calidad de Estado miembro de la Federación Centroamericana.
- 1881: en Misuri (Estados Unidos), un tornado arrasa la aldea de Hopkins.
- 1897: en Assam (India), a las 11:06 (hora local) un terremoto de 8,3 grados deja un saldo de 1500 víctimas. Ver Lista de terremotos desde el 900 d. C. hasta el 1900 d. C.
- 1897: En Venezuela, Se inaugura la Cervecería de Maracaibo, la primera cerveza hecha en el mencionado país[1]
- 1898: en Filipinas, el general Emilio Aguinaldo declara que su país es independiente de España.
- 1901: Cuba consiente convertirse en un protectorado estadounidense.
- 1912: en Tegucigalpa (Honduras) se funda el Club Olimpia Deportivo.
- 1914: En General Daniel Cerri, Provincia de Buenos Aires, República Argentina, se funda el Club Atlético Sansinena Social y Deportivo.
- 1921: en Heredia (Costa Rica) se funda el Club Sport Herediano.
- 1935: en Buenos Aires se firma el protocolo que pone fin a la guerra del Chaco entre Bolivia y Paraguay.
- 1937: Durante la guerra civil española, el Cinturón de Hierro de Bilbao es tomado por los sublevados tras la traición a los republicanos del director de su construcción Alejandro Goicoechea.
- 1939: en Estados Unidos, Paramount Pictures comienza la filmación de la película Dr. Cíclope, la primera película de horror fotografiada en technicolor three‑strip.
- 1939: en la ciudad de Cooperstown, 309 km al norte de Nueva York, se abre el Salón de la Fama Nacional de Béisbol.
- 1940: en Saint-Valery-en-Caux (Francia), en el marco de la Segunda Guerra Mundial, 13 000 soldados británicos y franceses se rinden al mariscal alemán Erwin Rommel.
- 1942: en el marco del Holocausto judío, la niña neerlandesa judía Anna Frank (1929‑1945) recibe un diario en blanco como regalo por su decimotercer cumpleaños.
- 1943: en Berezhany (Rusia), en el marco del Holocausto judío, los nazis exterminan el gueto; 1180 judíos son llevados al cementerio judío y fusilados.
- 1943: en el marco de la Segunda Guerra Mundial (1939‑1945), la ciudad alemana de Gelsenkirchen es bombardeada por los aliados, produciéndose 270 personas asesinadas.[2]
- 1950: en Ocaña (Colombia) el gobernador de Norte de Santander en ese entonces el doctor Lucio Pabón Núñez funda el Instituto Técnico Industrial que en 2010 pasará a llamarse Institución Educativa Instituto Técnico Industrial Lucio Pabón Núñez.
- 1954: el papa Pío XII canoniza a Domingo Savio, niño pupilo del sacerdote Juan Bosco.
- 1956: en la cárcel de Las Heras, ubicada en el barrio de Palermo (Buenos Aires) la dictadura militar de Pedro Eugenio Aramburu ejecuta al general Juan José Valle debido a su apoyo al gobierno democrático de Juan Domingo Perón (derrocado en 1955).
- 1962: en Venezuela se crea el parque nacional Canaima, en el sureste del país, a 90 km al oeste de la frontera con Guayana.
- 1963: en Jackson (Misisipi), un miembro de la banda terrorista Ku Klux Klan asesina al líder negro de los derechos civiles Medgar Evers.
- 1964: en Sudáfrica, Nelson Mandela (activista antiapartheid y líder de la ANC) es condenado a cadena perpetua por sabotaje.
- 1967: la Unión Soviética lanza hacia Venus a la sonda espacial Venera 4, que se convierte en la segunda sonda en entrar en la atmósfera de Venus y en la primera en enviar datos sobre ella.
- 1974: en Buenos Aires (Argentina), el presidente democrático Juan Domingo Perón sale por última vez al balcón de la Casa Rosada (fallecerá el 1 de julio).
- 1983: en el cerro de Peñablanca, 45 minutos a pie desde Villa Alemana, 115 km al noroeste de Santiago de Chile, un joven de 17 años, Miguel Ángel Poblete (que en 1990 cambiará de sexo y se hará llamar Karole Romanov), que había subido con dos amigos de su edad para drogarse con neopreno, afirma que vio personalmente a la Virgen María, que ―en el marco de la dictadura de Pinochet (1973‑1990), que mató por lo menos a 3227 comunistas― le dijo que «hay que odiar el comunismo pero amar al comunista». Hasta la actualidad, los católicos chilenos asisten al Santuario de la Virgen de Peñablanca.
- 1985: el Reino de España firma el tratado de adhesión a la Comunidad Económica Europea (actual Unión Europea).
- 1987: en la República Centroafricana, un jurado condena a muerte al exemperador Jean-Bédel Bokassa por los crímenes que cometió durante su dictadura de 13 años.
- 1990: en Paraguay se recuerda el Día del Masón Paraguayo por decreto de la Gran Maestría n.º 3/90 del 10 de mayo de 1990.
- 1991: en la aldea Kokkadichcholai, cerca del pueblo de Batticaloa, al este de la isla Sri Lanka, el ejército ceilandés masacra a 152 personas de la minoría tamil.
- 1991: en Rusia, Borís Yeltsin es elegido presidente.
- 1991: la ciudad rusa de Leningrado recupera su antiguo nombre de San Petersburgo.
- 1994: primer vuelo oficial del avión birreactor más grande del mundo, el Boeing 777
- 1994: en Los Ángeles (California), Nicole Brown Simpson y Ronald Goldman son asesinados fuera de su casa. O. J. Simpson posteriormente será absuelto de los asesinatos, pero se le hará responsable de una demanda civil por homicidio culposo.
- 2004: en Portugal comienza la Eurocopa 2004 de fútbol.
- 2007: sale a la venta la insulina inhalada.
- 2012: en Buenos Aires (Argentina), la entonces presidenta Cristina Fernández de Kirchner lanza el PRO.CRE.AR, un plan de crédito a 30 años que será discontinuado por el presidente Mauricio Macri en 2018 y será relanzado por el presidente Alberto Fernández en 2020 y finalmente disuelto por el presidente Javier Milei en 2024. En los diez años de vigencia, permitirá la construcción de 960 308 viviendas.
- 2014: en Brasil comienza el mundial de fútbol 2014.
- 2016: en la ciudad de Orlando (estado de Florida) tiene lugar la masacre del club Pulse.
- 2018: la Cumbre de Estados Unidos y Corea del Norte de 2018 es realizada.
- 2018: la República de Macedonia confirma que iniciará el cambio de su nombre al de «República de Macedonia del Norte».
- 2019: en Ecuador, la Corte Constitucional reconoce como válido el llamado matrimonio igualitario, que abre la puerta al matrimonio entre personas del mismo sexo.[3]
- 2021: durante el partido de Dinamarca vs Finlandia de la Eurocopa 2020, el futbolista danés Christian Eriksen se desplomó  y se lo llevaron de emergencia, el partido se suspendió por eso.
- 2024: en Argentina, el Congreso aprobó la primera ley  Javier Milei, tras un empate la vicepresidente Victoria Villarruel debió desempatar la votación del Senado. Tras la declaración de varios asesores y filtrarse chats de varios senadores se realizó un denuncia penal para que investigue las coimas por parte del gobierno de Javier Milei para su aprobación.[4][5][6]
- 2025: en Ahmedabad (India), el vuelo 171 de Air India, con destino a Londres choca minutos después del despegue. 260 personas perdieron la vida.

## Nacimientos
- 950: Reizei, emperador japonés (f. 1011).
- 1519: Cosme I, duque toscano (f. 1574).
- 1577: Paul Guldin, matemático y astrónomo suizo (f. 1643).
- 1659: Yamamoto Tsunetomo, samurái japonés (f. 1719).
- 1703: Jacobo Sedelmayer, misionero jesuita y explorador de la Nueva España (f. 1779).
- 1776: José Manuel de Goyeneche, militar, diplomático y político español (f. 1846).
- 1802: Harriet Martineau, socióloga, economista, filósofa y activista británica (f. 1876).
- 1804: Giovanni Zanardini, médico italiano (f. 1878).
- 1805: Julián Castro, militar y político venezolano (f. 1875).

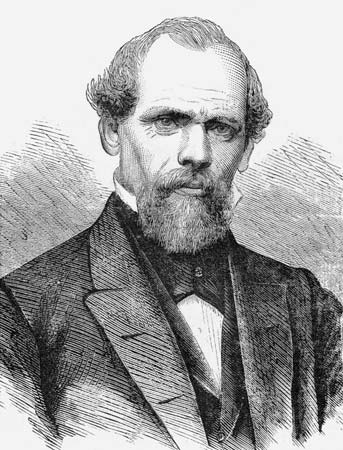
John Augustus Roebling.

- 1806: John Augustus Roebling, ingeniero civil estadounidense de origen alemán (f. 1869).
- 1812: Edmond Hébert, geólogo francés (f. 1890).
- 1817: Manuel Antonio Tocornal, abogado y político chileno (f. 1867).
- 1819: Charles Kingsley, escritor británico (f. 1875).
- 1827: Johanna Spyri, escritora suiza (f. 1901).

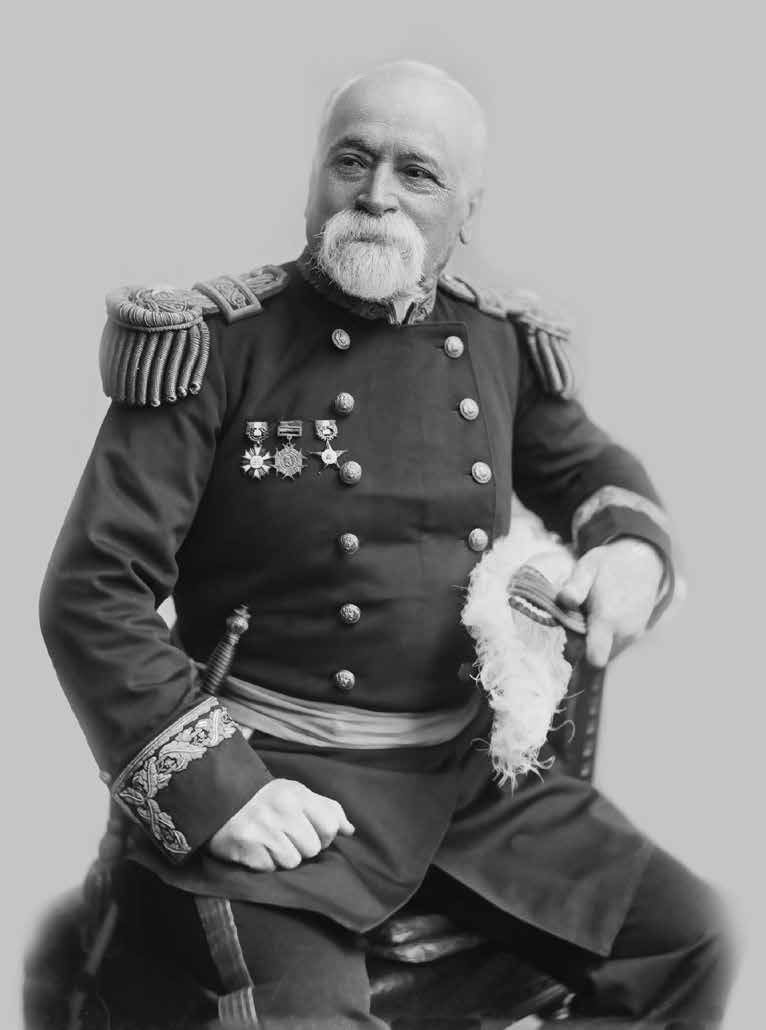
Manuel Velarde Seoane.

- 1833: Manuel Velarde Seoane, militar y político peruano (f. 1900).
- 1851: Oliver Joseph Lodge, físico y escritor británico (f. 1940).
- 1869: Antonio Royo Villanova, periodista español (f. 1958).
- 1871: Mamerto Natividad, militar filipino (f. 1897).
- 1871: Lu Zhengxiang, diplomático, político y sacerdote católico chino (f. 1949).
- 1878: Isabel de Palencia, escritora, dramaturga y actriz española (f. 1974).
- 1890: Egon Schiele, artista gráfico y pintor austriaco (f. 1918).
- 1892: Djuna Barnes, escritora estadounidense (f. 1982).
- 1892: Ferdinand Schörner, general alemán (f. 1973).
- 1896: Boris Skossyreff, aventurero y estafador ruso (f. 1989); entre el 11 y el 20 de julio de 1934 se autoproclamó «rey de Andorra» como Boris I.[7]
- 1897: Anthony Eden, político británico (f. 1977).

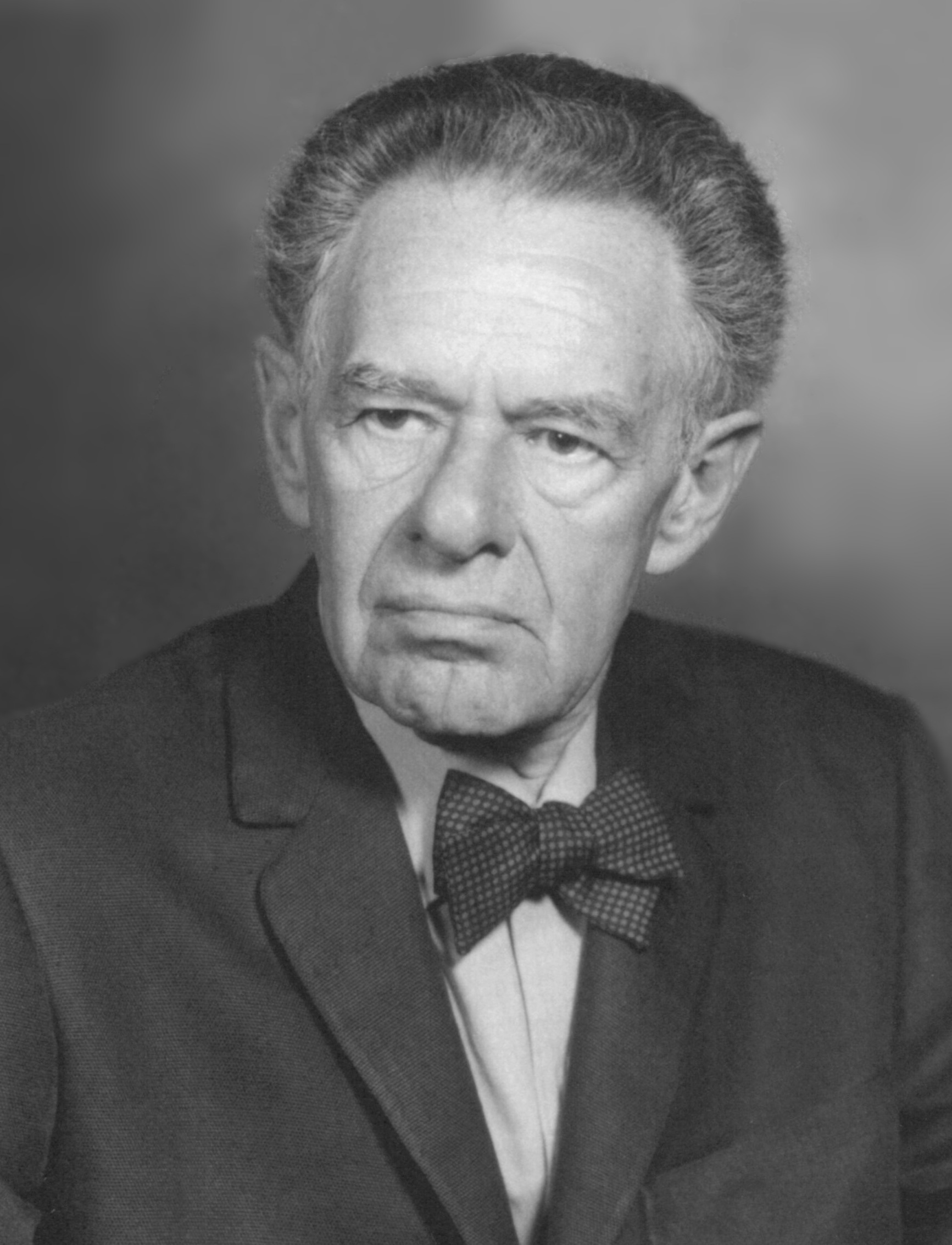
Fritz Albert Lipmann.

- 1899: Fritz Albert Lipmann, bioquímico germano-estadounidense, premio nobel de medicina en 1953 (f. 1986).
- 1901: Clyde Geronimi, director ítalo-estadounidense de cine de animación (f. 1989).
- 1901: L. Harrison Matthews, zoólogo británico (f. 1986).
- 1902: Menachem Mendel Schneerson, rabino judío ucraniano (f. 1994).
- 1905: Amelia de la Torre, actriz española (f. 1987).
- 1906: Sandro Penna, poeta italiano (f. 1977).

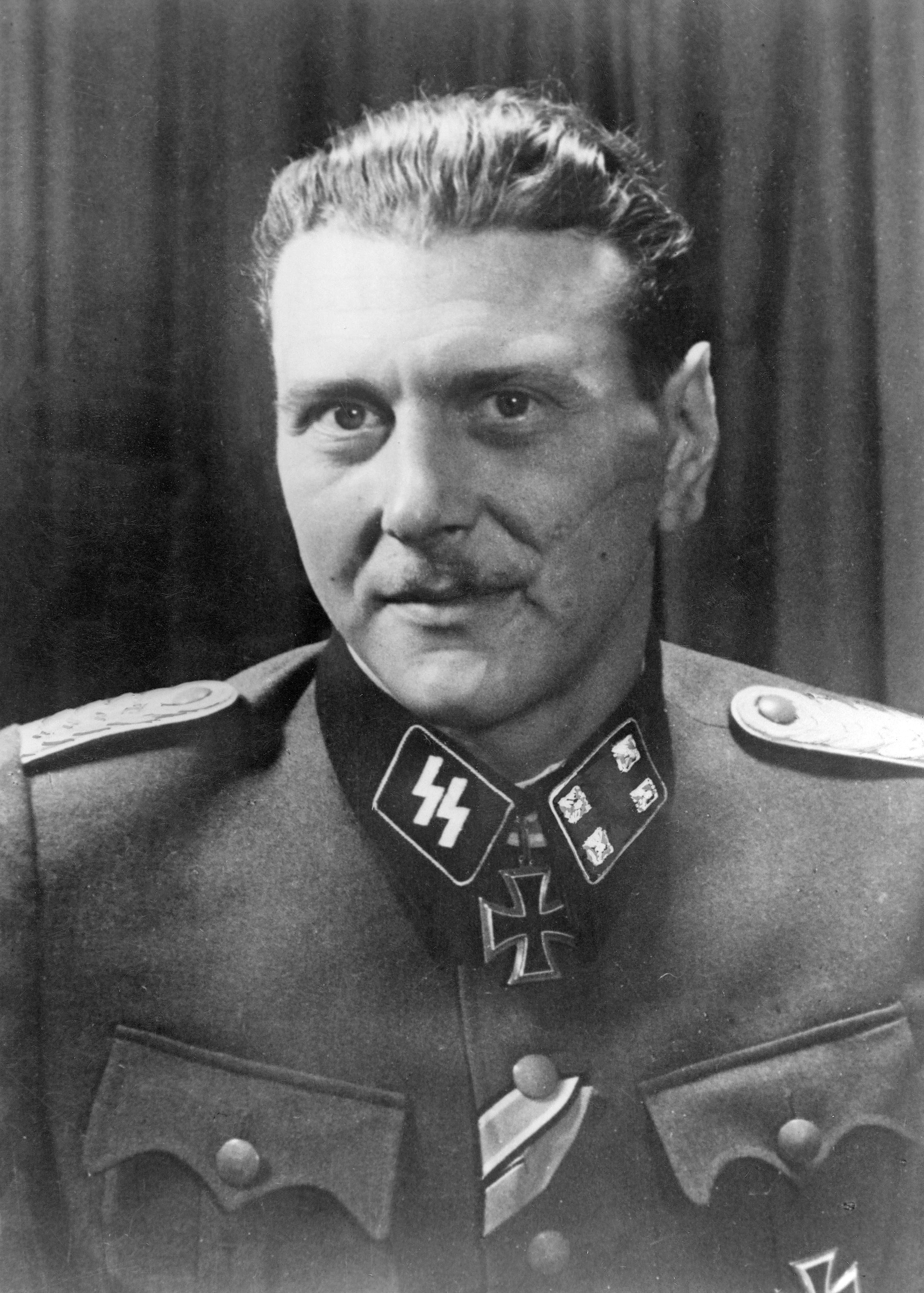
Otto Skorzeny.

- 1908: Otto Skorzeny, famoso comando nazi de la SS (f. 1975).
- 1911: Milovan Đilas, escritor y político montenegrino (f. 1995).
- 1913: Elisabeth Eidenbenz, enfermera y filántropa suiza (f. 2011).
- 1915: David Rockefeller, banquero estadounidense (f. 2017).
- 1916: Irwin Allen, cineasta estadounidense (f. 1991).
- 1918: Florentino Pérez Embid, historiador español (f. 1974).
- 1919: Ahmed Abdallah, político comorense (f. 1989).
- 1921: Luis García Berlanga, cineasta español (f. 2010).
- 1921: Christopher Derrick, escritor británico (f. 2007).
- 1922: Margherita Hack, astrofísica, divulgadora científica y activista italiana (f. 2013).
- 1923: Juan Vicente Ugarte del Pino, historiador y jurista peruano (f. 2015).

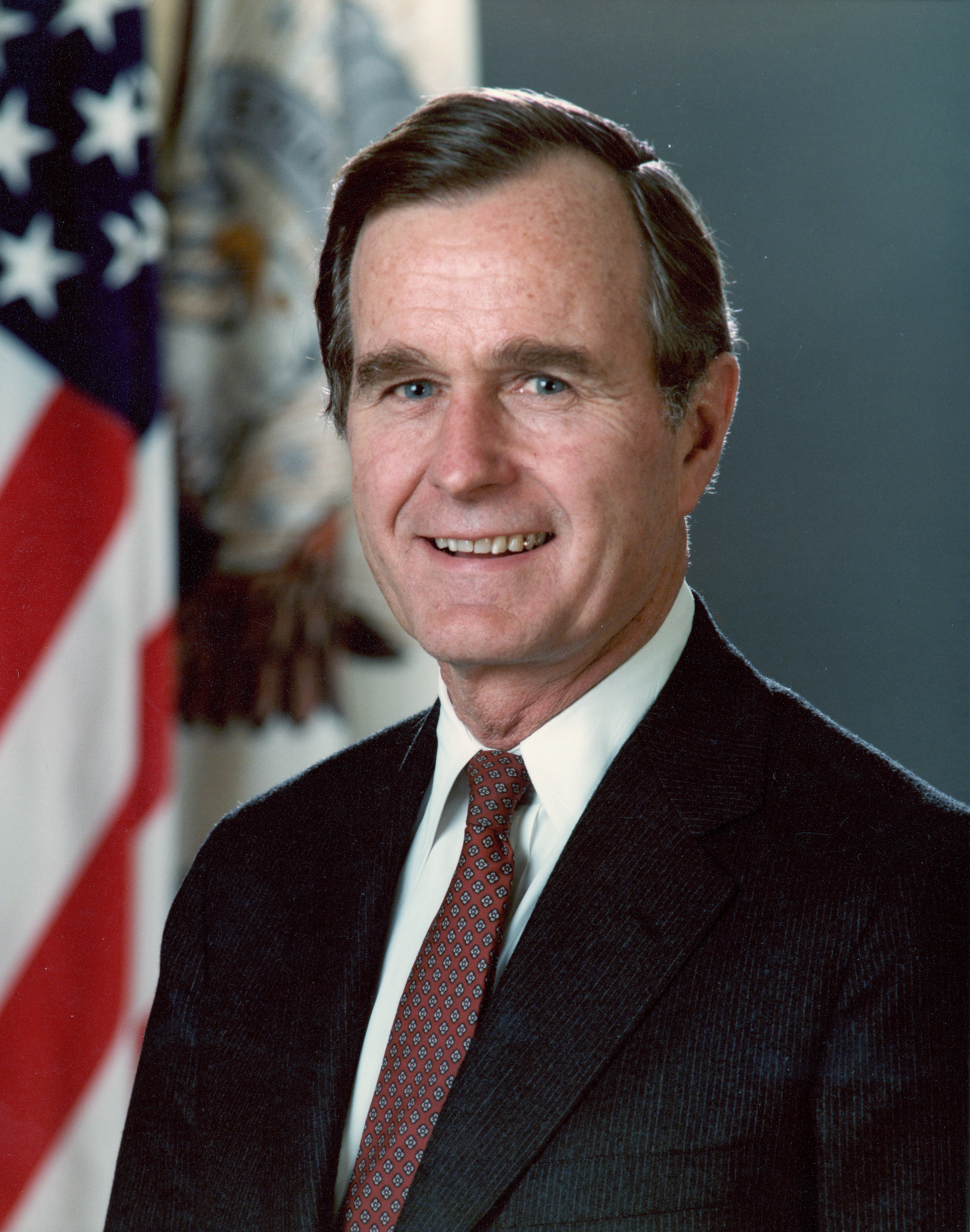
George H. W. Bush.

- 1924: George H. W. Bush, diplomático y aviador estadounidense, presidente de los Estados Unidos entre 1989 y 1993 (f. 2018).
- 1925: Raphaël Geminiani, ciclista francés.
- 1926: Amadeo Carrizo, futbolista argentino (f. 2020).
- 1928: Anise Koltz, escritora y traductora luxemburguesa (f. 2023).
- 1928: Richard M. Sherman, cantautor estadounidense (f. 2024).

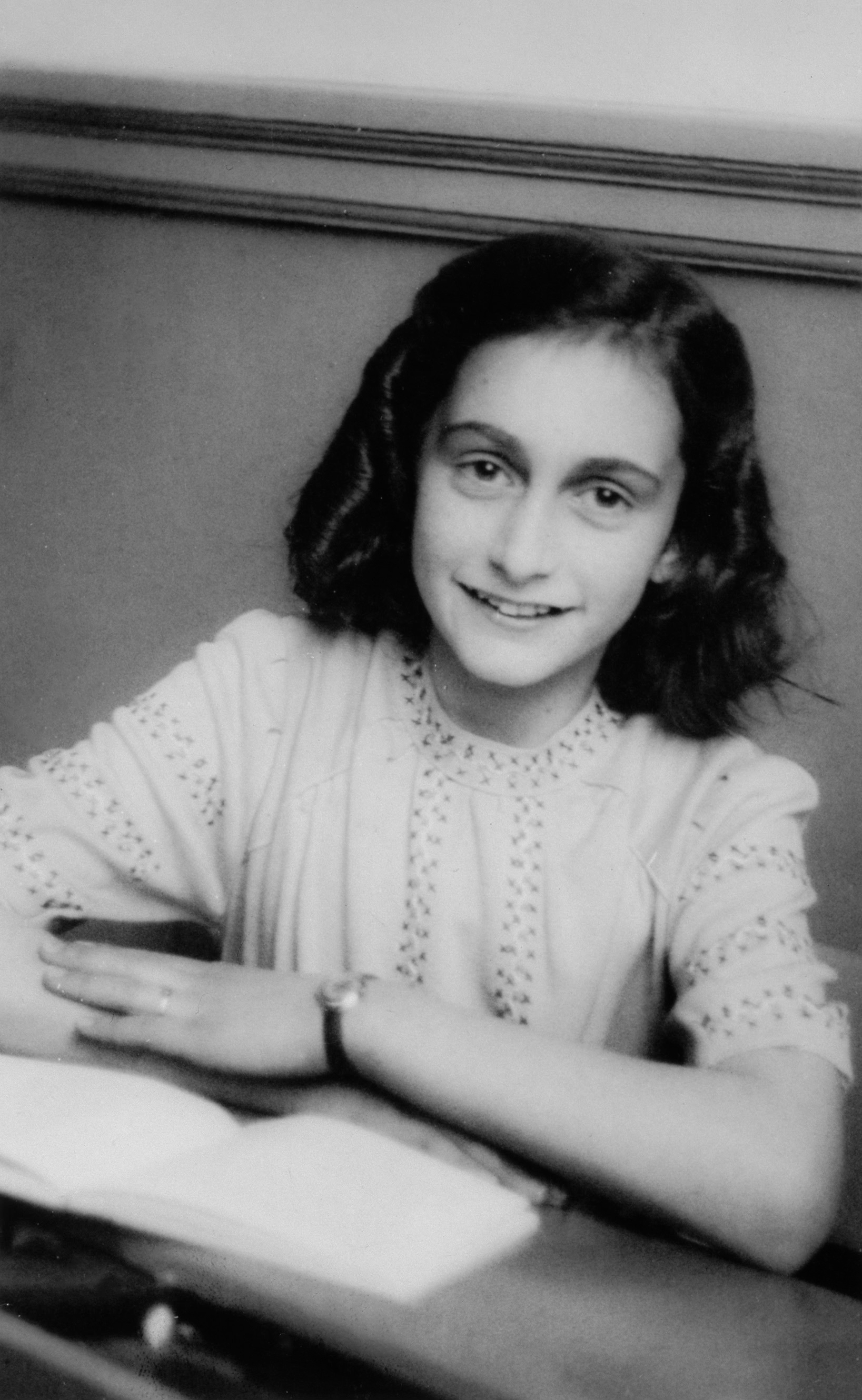
Ana Frank.

- 1929: Ana Frank, adolescente judía víctima de los nazis (f. 1945).
- 1930: Innes Ireland, piloto escocés de carreras (f. 1993).
- 1931: Trevanian, escritor estadounidense (f. 2005).
- 1932: Mamo Wolde, atleta etíope (f. 2002).
- 1936: Nelly Fontán, actriz argentina (f. 2003).
- 1941: Chick Corea, pianista, teclista y compositor estadounidense (f. 2021).
- 1941: Roy Harper, músico británico.

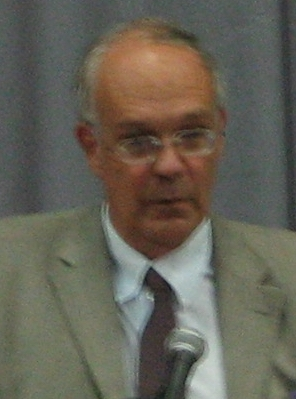
Bert Sakmann

- 1942: Bert Sakmann, fisiólogo e investigador alemán, Premio Nobel de Medicina en 1991.
- 1944: Nelson Acosta, exfutbolista y DT uruguayo.
- 1947: Juan Madrid, escritor español.
- 1947: Marcelo Araujo, periodista deportivo argentino.
- 1949: John Wetton, cantante, bajista y guitarrista británico de la banda Asia (f. 2017).
- 1950: Bun E. Carlos, baterista de la banda Cheap Trick.
- 1951: Brad Delp, compositor, cantante y músico estadounidense de la banda Boston (f. 2007).
- 1952: Benito Floro, entrenador de fútbol español.
- 1952: Pete Farndon, bajista británico de la banda The Pretenders (f. 1983).
- 1952: Oliver Knussen, compositor y director de orquesta británico (f. 2018)
- 1954: Juan José Oré, futbolista peruano.
- 1956: Luis Luque, actor argentino.
- 1957: Geri Allen, profesora de música y pianista estadounidense (f. 2017).
- 1958: Marisela Escobedo, enfermera y activista social mexicana (f. 2010).
- 1958: Meredith Brooks, cantautora y guitarrista estadounidense.
- 1959: Juan Antonio San Epifanio, baloncestista español.
- 1962: Jordan Peterson, psicólogo clínico, filósofo y profesor.
- 1963: T. B. Joshua, telepredicador y escritor nigeriano (f. 2021).
- 1963: Johnny Weiss, luchador profesional estadounidense.
- 1964: Paula Marshall, actriz estadounidense.
- 1965: Carlos Luis Morales, futbolista y político ecuatoriano (f. 2020).
- 1966: Albeiro Usuriaga, fue un futbolista colombiano que Jugó de delantero. (f. 2004).
- 1967: Icíar Bollaín, actriz y cineasta española.
- 1968: Damián de Santo, actor argentino.
- 1970: Gordon Michael Woolvett, actor canadiense.
- 1970: Rick Hoffman, actor estadounidense
- 1971: Mark Henry, luchador profesional estadounidense.
- 1972: Bounty Killer, DJ jamaicano.
- 1973: Marco Enríquez-Ominami, político chileno.
- 1973: Mel Rodríguez, actor estadounidense.
- 1974: Kerry Kittles, baloncestista estadounidense.
- 1974: Hideki Matsui, beisbolista japonés.
- 1974: Jason Mewes, actor estadounidense de cine y televisión.
- 1974: Jared Bush, Guionista, director y productor estadounidense.
- 1974: Shinya Nishikawa, futbolista japonés.
- 1976: Thomas Sørensen, futbolista danés.
- 1976: Antawn Jamison, baloncestista estadounidense.
- 1977: Nico Vázquez, actor argentino.
- 1977: Salman Isa, futbolista bareiní.
- 1977: Yūzō Funakoshi, futbolista japonés.
- 1977: Kiyomitsu Kobari, futbolista japonés.
- 1978: Jeremy Rowley, actor y comediante estadounidense.
- 1978: Tatiana Sisquella, periodista española (f. 2014).
- 1979: Diego Milito, futbolista argentino.
- 1979: Álex Mumbrú, baloncestista español.
- 1979: Robyn, cantante y música sueca.
- 1980: Walter Erviti, futbolista argentino.
- 1980: Rogério Luiz da Silva, futbolista brasileño.
- 1981: Adriana Lima, modelo brasileña.
- 1981: Nora Tschirner, presentadora alemana de televisión.
- 1981: Ricardo Nanita, beisbolista dominicano.
- 1982: Loïc Duval, piloto de automovilismo francés.
- 1983: Bryan Habana, rugbista sudafricano.

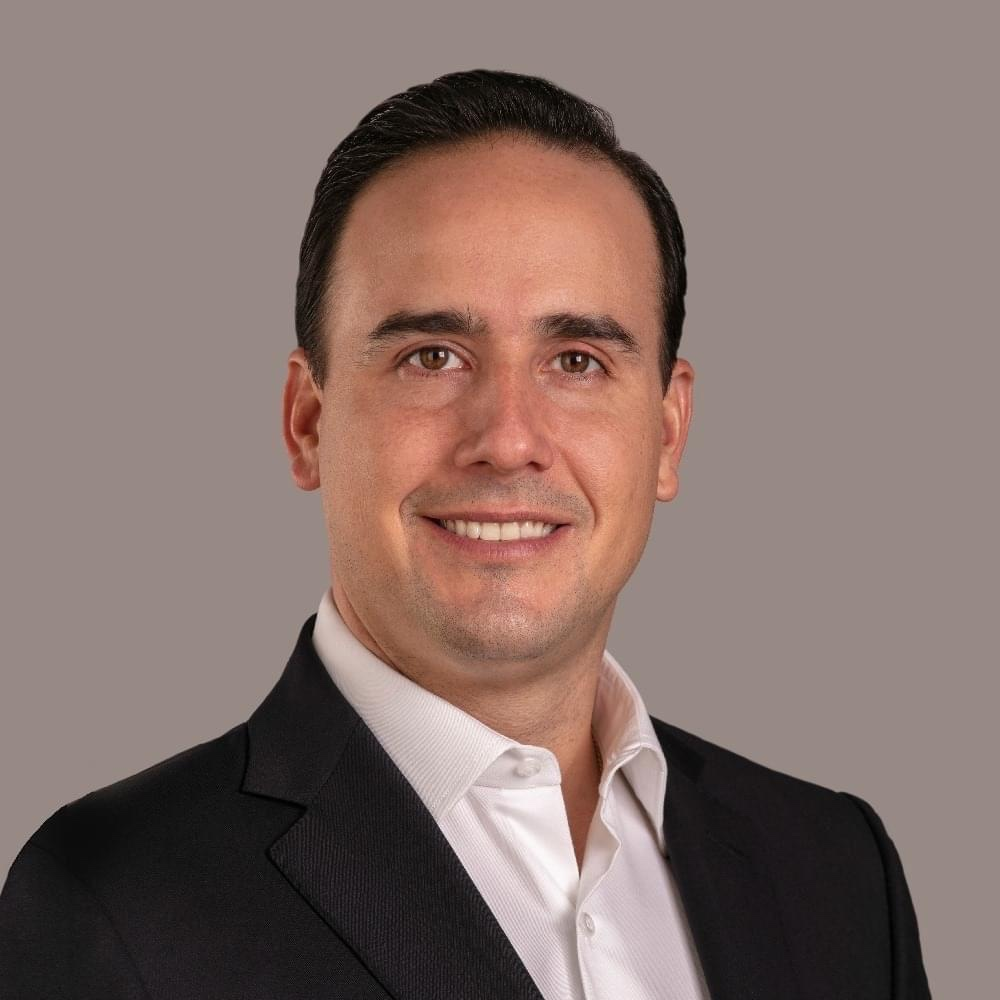
Manolo Jiménez Salinas

- 1984: Bruno Soriano Llido, futbolista español.
- 1984: Andrea Servi, futbolista italiano (f. 2013).
- 1984: Manolo Jiménez Salinas, político mexicano.

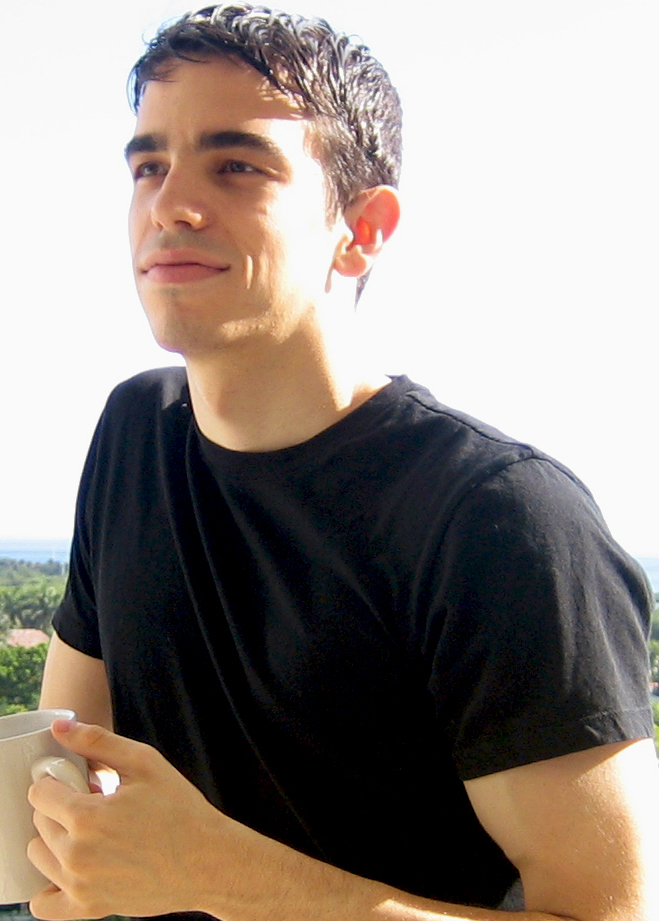
Blake Ross

- 1985: Blake Ross, desarrollador estadounidense de software.
- 1985: Dave Franco, actor estadounidense.
- 1985: Kendra Wilkinson, modelo y personalidad televisiva estadounidense.
- 1986: Rozalén, cantautora española.
- 1986: Sergio Rodríguez Gómez, baloncestista español.
- 1986: Mario Casas, actor español.
- 1987: Omar Merlo, futbolista argentino.
- 1987: Antonio Barragán, futbolista español.
- 1987: Carlos Gilberto Nascimento Silva, futbolista brasileño.
- 1988: Eren Derdiyok, futbolista suizo.
- 1988: Mauricio Isla, futbolista chileno.
- 1988: Víctor Díaz Miguel, futbolista español.
- 1988: Armiche Ortega, futbolista español.
- 1988: Ádám Pintér, futbolista húngaro.
- 1989: Laura Kirkpatrick, modelo estadounidense.
- 1989: Felix Badenhorst, futbolista suazi.
- 1990: Carlos López Huesca, futbolista español.
- 1990: Artur Sobiech, futbolista polaco.
- 1990: Miha Mevlja, futbolista esloveno.
- 1991: John Narváez, futbolista ecuatoriano.
- 1991: Iván Aguilar Díaz, futbolista español.

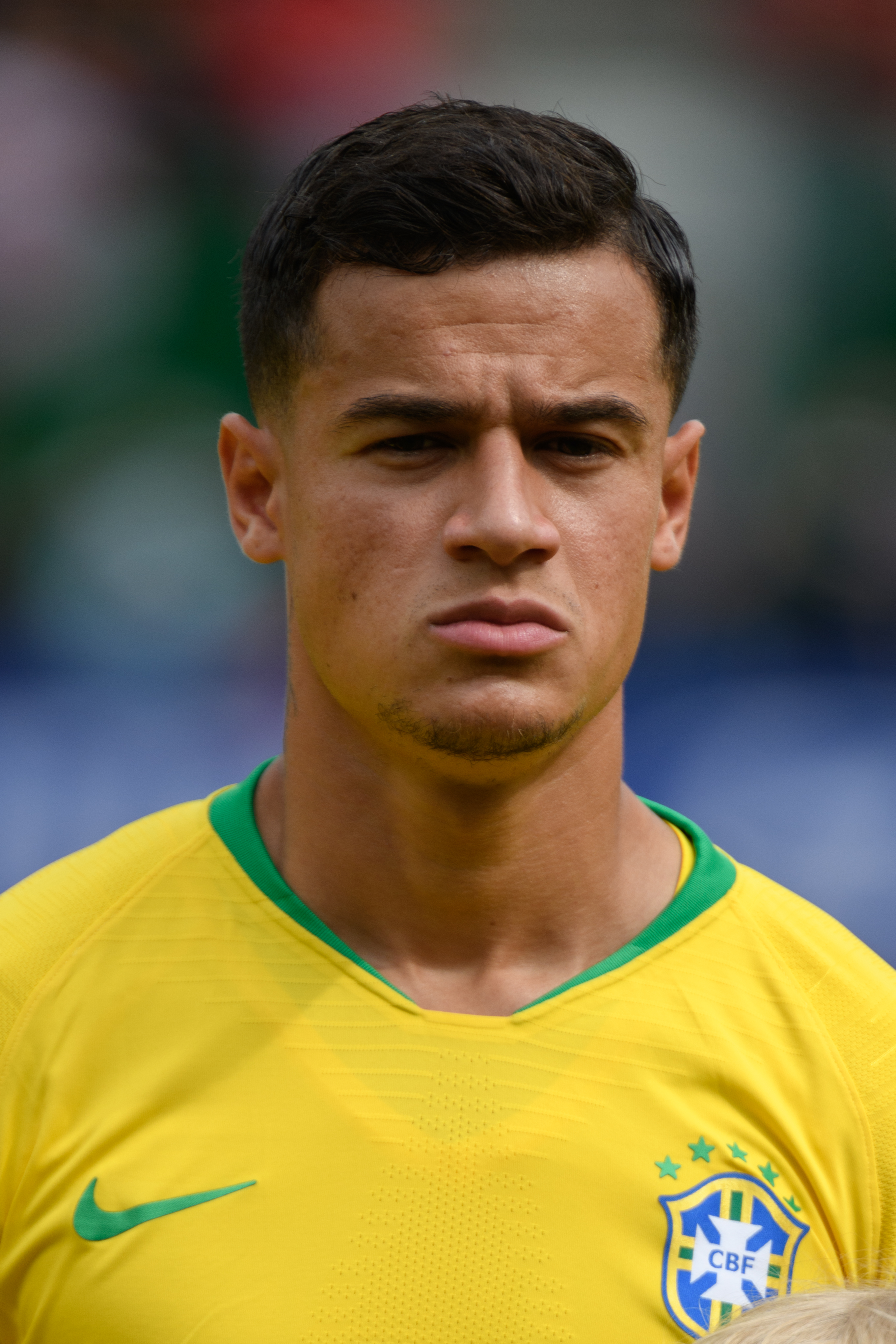
Philippe Coutinho.

- 1992: Philippe Coutinho, futbolista brasileño.
- 1992: Matic Črnic, futbolista esloveno.
- 1993: Sergio Mendiguchía, futbolista español.
- 1993: Abdulla Yusuf Helal, futbolista bareiní.
- 1994: Patryk Lipski, futbolista polaco.
- 1994: Seiya Matsuki, futbolista japonés.
- 1994: Trevor Thompson, baloncestista estadounidense.
- 1994: JaCorey Williams, baloncestista estadounidense.
- 1994: Mychal Mulder, baloncestista canadiense.
- 1994: Don Toliver, rapero, cantante y compositor estadounidense.
- 1995: Teodor Lungu, futbolista moldavo.
- 1995: Martín Merquelanz, futbolista español.
- 1996: Alejo Acosta (YSY A), freestyler y cantante argentino creador de El Quinto Escalón
- 1996: Alex Rufer, futbolista neozelandés.
- 1996: Carlos Neva, futbolista español.
- 1996: Davinson Sánchez, futbolista colombiano.
- 1996: Vladislav Klimovich, futbolista bielorruso
- 1997: Sebastián Córdova, futbolista mexicano.
- 1997: Blaž Mesiček, baloncestista esloveno.
- 1998: Markus Schubert, futbolista alemán.
- 1998: Jean-Victor Makengo, futbolista francés.
- 1998: Yuri Jonathan Vitor Coelho, futbolista brasileño.
- 1998: Trent Forrest, baloncestista estadounidense.
- 2000: Federico Malvestiti, piloto de automovilismo italiano.
- 2000: Olga Carmona, futbolista española.
- 2000: Helena Bach, nadadora danesa.
- 2000: Darius Bazley, baloncestista estadounidense.
- 2000: Cassie Wild, nadadora británica.
- 2000: Juliana Olayode, nadadora nigeriana.
- 2000: Zineb Redouani, futbolista marroquí.
- 2000: Xie Yu, tirador chino.
- 2000: Amari Burney, jugador de fútbol americano estadounidense.
- 2001: Cassius Mailula, futbolista sudafricano.
- 2002: Koni de Winter, futbolista belga.
- 2003: Ignacio Miramón, futbolista argentino.
- 2003: Elias Jelert, futbolista danés.
- 2004: Arthur Fils, tenista francés.
- 2006: Francisca Aronsson, actriz, cantante, modelo, bailarina e influencer sueco-peruana.

## Fallecimientos
- 53 a. C.: Craso el Triunviro (Marco Licinio Craso), relevante aristócrata, general y político romano (n. 115 a. C.).
- 816: León III, papa de la Iglesia católica entre 795 y 816 (n. 750).
- 918: Etelfleda, reina inglesa (n. 869).
- 1479: Juan de Sahagún, religioso español canonizado por la Iglesia católica (n. 1430).
- 1545: Francisco I de Lorena, duque de Lorena (n. 1517).
- 1550: Cristóbal de Castillejo, poeta español (n. 1490).
- 1560: Imagawa Yoshimoto, guerrero japonés (n. 1519).
- 1825: Toribio Rodríguez de Mendoza, sacerdote peruano precursor de la Independencia del Perú (n. 1750).
- 1847: Francisco Javier González Cienfuegos y Jovellanos, arzobispo español (n. 1766).
- 1847: Juan Manuel Rodríguez, político salvadoreño (n. 1771).
- 1849: Angélica Catalani, cantante italiana (n. 1780).
- 1852: Xavier de Maistre, militar y escritor saboyano (n. 1763).
- 1854: Augusta de Anhalt-Dessau, princesa alemana (n. 1793).
- 1875: Julián Castro, militar y político venezolano (n. 1805).
- 1876: Edward Newman, botánico y escritor británico (n. 1801).
- 1878: William Cullen Bryant, poeta, periodista y crítico estadounidense (n. 1794).
- 1912: Frédéric Passy, político y economista francés, premio nobel de la paz en 1901 (n. 1822).
- 1917: Teresa Carreño, pianista venezolana (n. 1853).
- 1925: Gustave García, barítono italiano (n. 1837).
- 1925: Richard Teichmann, ajedrecista alemán (n. 1868).
- 1928: Salvador Díaz Mirón, poeta mexicano (n. 1853).
- 1937: Mijaíl Tujachevski, mariscal soviético (n. 1893).
- 1952: Genovevo de la O, revolucionario mexicano (n. 1876).
- 1953: Leslie Graham, piloto de motociclismo británico (n. 1911).
- 1954: Rollin Thorne Sologuren, empresario peruano (n. 1881).
- 1962: John Ireland, compositor británico (n. 1879).
- 1965: Arnold Peter Møller, empresario danés (n. 1876).
- 1966: Hermann Scherchen, director de orquesta alemán (n. 1891).
- 1969: Aleksandr Deineka, artista soviético (n. 1899).
- 1972: Saul Alinsky, escritor y sociólogo estadounidense (n. 1909).
- 1972: Edmund Wilson, crítico literario y escritor estadounidense (n. 1895).
- 1975: Fernando Herrero Tejedor, jurista y político español (n. 1920).
- 1977: Epi, futbolista español (n. 1919).
- 1978: Guo Moruo, escritor chino (n. 1892).
- 1980: Masayoshi Ohira, primer ministro japonés (n. 1910).
- 1980: Milburn Stone, actor estadounidense (n. 1904).
- 1981: Evalyn Knapp, actriz estadounidense (n. 1908).
- 1982: Karl R. von Frisch, zoólogo austriaco, premio nobel de fisiología o medicina en 1973 (n. 1886).
- 1983: Norma Shearer, actriz canadiense (n. 1902).
- 1985: Marcela Paz (Ester Huneeus Salas de Claro), escritora infantil chilena (n. 1902).
- 1988: Marcel Poot, músico y compositor belga (n. 1901).
- 1989: Arnulfo Briceño, compositor, intérprete, abogado y pedagogo colombiano (n. 1938)
- 1991: Adrián Ghio, actor argentino (n. 1946).
- 1993: Jesús Fueyo Álvarez, escritor y ensayista español (n. 1922).
- 1993: Manuel Summers, dibujante, humorista y cineasta español (n. 1935).
- 1994: Nicole Brown Simpson, exesposa del jugador de fútbol profesional O. J. Simpson (n. 1959).
- 1994: Ronald Goldman, camarero estadounidense y aspirante a modelo (n. 1968).
- 1995: Arturo Benedetti Michelangeli, pianista italiano (n. 1920).
- 1997: Bulat Okudzhava, poeta, novelista y cantautor ruso (n. 1924).
- 1998: Torrebruno, cantante, actor y showman italiano (n. 1936).
- 2002: Bill Blass, diseñador estadounidense de moda (n. 1922).
- 2002: José Luis Dibildos, productor cinematográfico español (n. 1929).
- 2003: Gregory Peck, actor estadounidense (n. 1916).
- 2006: Guiorgui Lígueti, compositor húngaro (n. 1923).
- 2006: Kenneth Thomson, coleccionista y empresario canadiense (n. 1923).
- 2007: Tito Gómez, cantante de salsa puertorriqueño (n. 1948).
- 2011: John Hospers, filósofo estadounidense (n. 1918).
- 2011: Teodoro Kantor, escritor y periodista argentino (n. 1920).
- 2012: Elinor Ostrom, politóloga estadounidense (n. 1933).
- 2012: Adrián Otero, cantante argentino de la banda Memphis la Blusera (n. 1958).
- 2012: Pahiño, futbolista español (n. 1923).
- 2013: Jirōemon Kimura, supercentenario japonés (n. 1897).
- 2014: Jimmy Scott, cantante estadounidense (n. 1925).
- 2014: Francesc Vallverdú, poeta, traductor y sociolingüista español (n. 1935).[8][9][10]
- 2015: Fernando Brant, poeta, letrista, periodista y guionista brasileño (n. 1946).
- 2016: Janet Waldo, actriz estadounidense (n. 1920).
- 2016: George Voinovich, político estadounidense (n. 1936).
- 2017: Charles Thacker, informático estadounidense (n. 1943).
- 2020: Perfecto Yásay Jr., político filipino de nacionalidad estadounidense (n. 1947).
- 2020: Carl Brewer, político estadounidense (n. 1957).
- 2021: Marco Maciel, abogado y político brasileño (n. 1940).
- 2022: Philip Baker Hall, actor estadounidense (n. 1931).
- 2023: Silvio Berlusconi, político, empresario, inversor y magnate de medios italiano (n. 1936).
- 2023: Treat Williams, actor estadounidense (n. 1951).
- 2023: Francesco Nuti, cineasta, cantante y actor italiano (n. 1955).

## Celebraciones
- Día Mundial contra el Trabajo Infantil.

- Día Internacional del Doblaje.

- Día Mundial de Lucha contra la Falsificación y la Piratería.[11]

- Superman Day (Día de Superman).[12]

 Por países
(Por orden alfabético)
- Argentina: 
  - Día del Arquero.
  - Día de los adolescentes y jóvenes por la inclusión social y la convivencia contra toda forma de violencia y discriminación.[13]
Según la Ley N° 26.809 en conmemoración al natalicio de Ana Frank.
  - Día del Agente Penitenciario de la provincia de Córdoba
  -  Misiones: 
    - Día Provincial de las Áreas Naturales Protegidas.[14]
    - Aniversario de Garupá.[15]
Fundación: 12 de junio de 1942 (83 años).
    - Aniversario de Guaraní Antonio Franco.[16]
Fundación: 12 de junio de 1932 (93 años).

- Brasil: 
  - Día de los Enamorados. (Dia dos Namorados, en portugués).

- Colombia: 
  -  Fundación de Villa de Leyva.

- El Salvador: 
  - Día del Aduanero.

- Estados Unidos: 
  - Día del Amor.
Fiesta no oficial que celebra la legalización del matrimonio interracial (entre Mildred Jeter [negra, 1939-2008] y Richard Loving [blanco, 1933-1975]).
(en inglés: Loving Day).

- Filipinas: 
  - Día de la Independencia.

- Paraguay: 
  - Día del Armisticio.
(final de la guerra del Chaco).

- Perú: 
  - Día del Informático.

- Rusia: 
  - Día de la Madre Patria.

Ancestrales
- Imperio Romano:
  - Sexto día de la Vestalia en honor de Vesta.

### Santoral católico

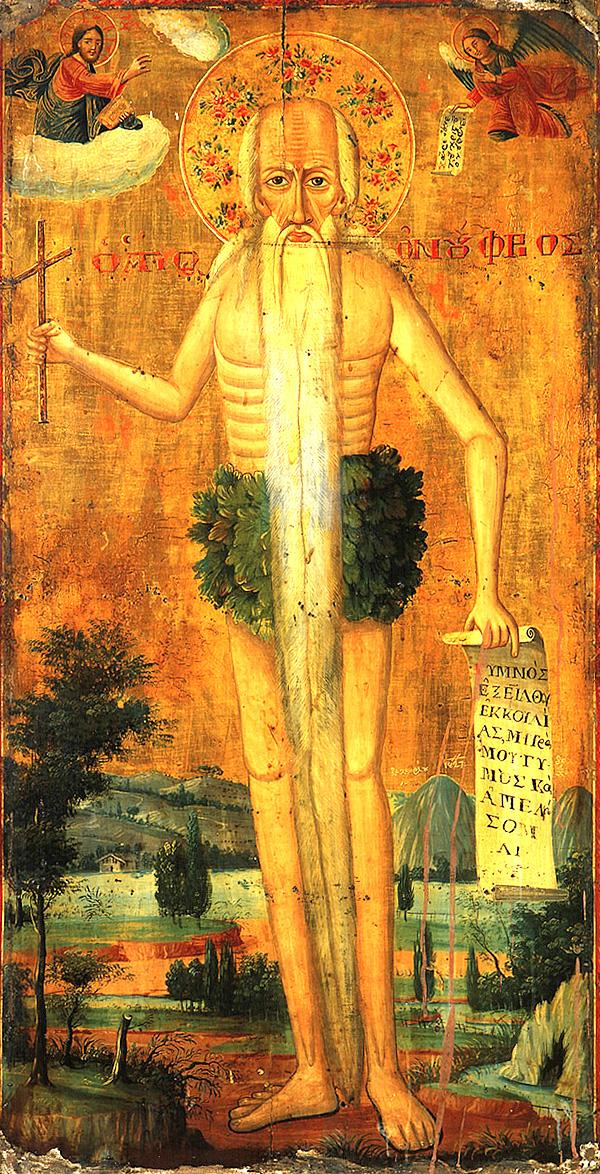
San Onofre fue un ermitaño que vivió en el desierto egipcio en el.

Celebración del día: San Onofre de Egipto, anacoreta (400).(imagen ilustrativa).
- San Anfión de Nicomedia.[17]
- San Basílides de Lorium, mártir.
- San Olimpio de Tracia (s. IV).[17]
- San Basílides mártir (s. IV).[17]
- San León III, papa (816).
- San Odulfo de Utrecht, presbítero (c. 855).
- San Esquilo de Suecia, obispo y mártir (1080).
- Santa Aleyois virgen.[17]
- San Odulfo de Utrecht (s. IX).[17]
- San León III papa (s. IX).[17]
- San Plácido de Ocra (s. XIII).[17]
- San Juan de Sahagún (s. XV).[17]
- San Gaspar Bertoni, presbítero (1843).

- Beato Guido de Cortona, presbítero (1245).
- Beato Plácido de Ocra, abad (1248).
- Beata Florida Cevoli (Lucrecia Elena), virgen (1767).
- Beato Lorenzo María de San Francisco Javier Salvi, presbítero (1856).
- Beata Mercedes María de Jesús Molina, virgen (1883).

Siglo XX
- Beato Inocencio Guz (s. XX).[17]
- Beato Martín Oprzadek (s. XX).[17]
- Beato Estanislao Kubski (s. XX).[17]
- Beato Miguel Wozniak (s. XX).[17]
- Beato Esteban Grelewski (s. XX).[17]
- Beato Antonio Bajewski (s. XX).[17]
- Beato Luis Mzyk (s. XX).[17]
- Beato Gregorio Frackowiak (s. XX).[17]
- Beato Estanislao Kubista (s. XX).[17]
- Beato Casimiro Grelewski (s. XX).[17]
- Beato José Pawlowski (s. XX).[17]
- Beato Luis Liguda (s. XX).[17]

 Por países
(Por orden alfabético)
- España: 
  - Sahagún y Salamanca:
Fiesta patronal en honor de San Juan de Sahagún.